# Michael Hermanussen
Michael Hermanussen (* 26. April 1955 in Hamburg) ist ein deutscher Kinderarzt und seit 2004 Professor der Medizin an der Christian-Albrechts-Universität zu Kiel. Er hat vor allem Arbeiten zu Wachstumsforschung und Ernährung veröffentlicht.

## Leben
Hermanussen studierte Medizin und arbeitete von 1982 bis 1989 als Kinderarzt an der Universitätskinderklinik Kiel. Er beschäftigt sich mit Untersuchungen zu Wachstum und Entwicklung von Kindern (Auxologie) und beschrieb erstmals Miniatur-Wachstumsschübe. Seit 1990 ist er niedergelassen und betreibt gemeinsame Forschung mit Wissenschaftlern im In- und Ausland. Er unterrichtet als Teil des Lehrkörpers an der Universität Kiel. Seit 1992 veranstaltet er nationale und internationale Tagungen zu Wachstum und Ernährung. Er war von 2003 bis 2011 im Vorstand der Gesellschaft für Anthropologie und Mitherausgeber des Anthropologischen Anzeigers. Er ist Gründer und Vorsitzender der Auxological Society (früher Deutsche Gesellschaft für Auxologie).

## Forschungsgebiete
Hermanussen entwickelte neue mathematische Methoden zur verbesserten Diagnostik von Wachstumsstörungen und eine neue Rechentechnik zur Bestimmung der späteren Erwachsenengröße eines Kindes.
Er führte die Mini-Knemometrie ein, eine neue Präzisionstechnik zur Wachstumsmessung von Kindern. Dieses Verfahren bestimmt die Unterschenkellänge so exakt, dass Wachstum bereits innerhalb weniger Tage messbar wird. Ferner entwickelte er eine vergleichbare Technik zur Messungen von Ratten, in der Wachstum bereits innerhalb von Stunden sichtbar wird. Diese Untersuchungen waren für das Verständnis der Wirkung von Wachstumshormonen wichtig. Seine Untersuchungen führten zu einer deutlichen Verbesserung der bisherigen Behandlung mit Wachstumshormonen. Hermanussen zeigte erstmals, dass magersüchtige Kinder nicht nur nicht wachsen, sondern sogar an Körperlänge schrumpfen können.
Seit 2002 beschäftigt er sich mit Ernährung und Übergewicht, insbesondere mit der Wirkung von Glutamat auf die Sättigungsregulation. In diesem Rahmen wies Hermanussen erstmals nach, dass deutsche Fertigkostprodukte Neurotransmitter enthalten.

## Werke (Auswahl)
- Wachstum als Bewegungsvorgang, Habilitationsschrift. Thieme Verlag, Stuttgart 1992, ISBN 3-13-771401-X.
- mit U. Gonder: Der Gefräßig-Macher. Hirzel Verlag, Stuttgart 2009, ISBN 978-3-7776-1570-7.
- als Hrsg.: Auxology – Studying Human Growth and Development. Schweizerbart, Stuttgart 2013, ISBN 978-3-510-65278-5.